# Eva Maria Pollerus
Eva Maria Pollerus (* 12. Juni 1976) ist eine österreichische Cembalistin.

## Werdegang
Pollerus war von 2005 bis 2011 Professorin für Cembalo und Aufführungspraxis an der Kunstuniversität Graz und dort gleichzeitig Leiterin des Instituts für Alte Musik und Aufführungspraxis. Seit 2012 ist sie Professorin für Cembalo und Generalbass an der Musikhochschule Frankfurt a. M.
Sie konzertiert als Solistin und Basso continuo-Spielerin mit ihrem eigenen Ensemble Musicke's Pleasure Garden und als Gast des Freiburger Barockorchesters, des Pera Ensembles, des Orchesters recreationBAROCK u. a.

## Schüler
- Alexander von Heißen

## Aufnahmen
- Weltersteinspielung der Cembalosuiten von G. F. Händel in der Fassung von Gottlieb Muffat (1736). 2 CDs. Cavalli Records, 2009, EAN 4028183001375.
- Jupiter, Magnet und Terz – Musik um Kaiser Ferdinand III. Musik von Johann Jakob Froberger, Wolfgang Ebner und Ferdinand III. ISBN 978-3-205-77765-6.
- Magnificat. Gabrieli, Praetorius, Schütz. Chor und Orchester der Ludwigsburger Schlossfestspiele unter der Leitung von Michael Hofstetter. Liverecording 11. September 2011, Glor Classics, EAN 4260191310487.
- Carl Philipp Emanuel Bach: Sonaten für Traversflöte und Basso Continuo. Mit Katalin Horvath (Traverso) und Thomas Platzgummer (Violoncello). TYXart, 2015, EAN 4250702800569.
- Jacques Paisible: Complete Recorder Sonatas. Mit Michael Hell und Musicke's Pleasure Garden. 2 CDs. paladino music, 2015, EAN 9120040730710.